# Balinesisk ponny
Den Balinesiska ponnyn är en liten hästras av ponnytyp från ön Bali i Indonesien. Ponnyn liknar många andra indonesiska raser och är ganska primitiv. Den används mest som transporthäst och för att frakta korall från haven men även som turridningshäst för turister. Ponnyn är stark och har ett lugnt temperament. 

## Historia
Den balinesiska ponnyn har funnits på Bali i flera hundra år. Med hjälp av genetiska tester som gjordes under början av 1900-talet har man spårat hästarnas ursprung i den mongoliska vildhästen, Przewalski, som de flesta indonesiska hästraser. 1916 lades en ny teori ut om hästarnas framkomst av en forskare vid namn Groenveld. Han menade att Baliponnyn och andra indonesiska raser utvecklats ur hästar som togs till öarna av kineserna under 500-talet. Då skulle det största inflytandet ha kommit från kinesiska och mongoliska ponnyer, och det säregna och primitiva utseendet liknar de gamla mongoliska ponnyerna. Även indiska hästraser kan ha korsats in i ponnyerna. 
Under 1700-talet var även Indonesien en holländsk koloni och under den tiden importerades många europeiska samt orientaliska hästar av de holländska kolonisatörerna. De arabiska och orientaliska hästarna bör dock inte haft något större inflytande på Baliponnyn som inte har några ädla drag, i jämförelse med de andra indonesiska ponnyraserna, t.ex. de ädlare Sandalwoodponnyerna eller Timorponnyerna. 
Baliponnyn har efter den största utvecklingen främst avlats av lokala stammar på öarna, dock utan något speciellt system utan de avlades för att klara av de tunga uppgifterna som krävdes av stammarna. Bland annat har den i många år använts för att transportera korall och sten från stränderna och in till städerna.  

## Egenskaper
Rasen är ganska primitiv och har sträv päls och ofta en så kallad ståndman, dvs att den stubbas så att den är kort och står rakt upp. Huvudet är ganska stort med rak nosprofil, små öron och små ögon som kan se aningens sneda ut på hästarna. Till det yttre är Baliponnyerna mycket lika de mongoliska vildhästarna Przewalski, med liknande färger, samma grova textur på taglet och primitiva tecken. Exteriören är oftast allt annat än god eftersom huvudet ofta är stort och grovt. Dock är benen sega och starka. Halsen är proportionerlig mot kroppen och ryggen är kort. Bogen är ganska rak vilket ger ponnyerna ett kort steg. 
Ponnyerna är starka och sunda och kan bära vuxna människor trots sin ringa storlek. Benen är starka och har ibland lite hovskägg. Ponnyerna är tåliga och klarar sig lätt själva utan mycket bete eller vatten. Ponnyerna har ofta primitiva tecken som ål, dvs en mörk rand över ryggraden eller ibland zebratecken på benen. Baliponnyerna är även mycket självständiga då de ofta föds upp på minimalt med foder och skötsel. 